# Uwe Ochsenknecht
Uwe Adam Ochsenknecht (ur. 7 stycznia 1956 w Biblis) – niemiecki aktor i muzyk.

## Życiorys

### Wczesne lata
Urodził się w Biblis i dorastał w Mannheimie. Już we wczesnych latach zachwycał się aktorstwem. W 1974 roku ukończył studia w Wyższej Szkole Teatralnej w Bochum.

### Kariera
Początkowo otrzymywał małe role w serialach telewizyjnych, m.in. Derrick (1980) czy Tatort (1980). Został dostrzeżony przez szeroką publiczność jako bosman Lamprecht w dramacie wojennym Wolfganga Petersena Okręt (Das Boot, 1981) u boku Jürgena Prochnowa.
Na początku lat 90. zajął się muzyką i nagrał kilka albumów.

## Życie prywatne
Ze związku z Rosaną Dellą Portą ma syna Rocco Starka (ur. 27 maja 1986). W latach 1993–2012 był żonaty z Nataschą, z którą ma troje dzieci: dwóch synów – Wilsona Gonzalesa (ur. 18 marca 1990) i Jimiego Blue (ur. 27 grudnia 1991) oraz córkę Cheyenne Savannah (ur. 13 stycznia 2000).

## Filmografia

### Filmy fabularne
- 1981: Okręt (Das Boot) jako bosman Lamprecht
- 1985: Mężczyźni (Männer...) jako Stefan Lachner
- 1985: Zapomnijcie o Mozarcie (Vergeßt Mozart) jako Emanuel Schikaneder
- 1992: Schtonk! jako Fritz Knobel (fałszywy Konrad Kujau)
- 1993: Kaspar Hauser jako Ludwig van Baden
- 1998: Czy jestem piękna? (¿Bin ich schön?) jako Bodo
- 1999: Wróg mojego wroga (Diplomatic Siege) jako pułkownik Peter Vojnovic
- 1999: Oświecenie gwarantowane (Erleuchtung garantiert) jako Uwe
- 2001: Krzyżowcy (Crociati, TV) jako Corrado
- 2003: Luter (Luther) jako papież Leon X
- 2006: Cząstki elementarne (Elementarteilchen) jako ojciec Bruno
- 2007: Dlaczego mężczyźni nie słuchają, a kobiety nie potrafią czytać map jako Jonathan Armbruster
- 2008: List dla króla (De brief voor de koning) jako Rafox
- 2009: Miłość z przedszkola 2 (Zweiohrküken) jako dr Eisenberger
- 2009: Baśń z tysiąc drugiej nocy (Lippels Traum) jako karczmarz
- 2010-2016: Gliniarz i wieśniaczka (Der Bulle und das Landei) jako Robert Killmer[8][9][10][11][12][13]
- 2012: Jak wygrać wojnę z pieluchami (Überleben an der Wickelfront, TV) jako Dieter Lindemann
- 2012: Ludwik szalony (Ludwig II) jako Luitpold Wittelsbach
- 2013: Duszek (Das Kleine Gespenst)
- 2013: Krudowie (The Croods) jako Grug (głos)
- 2014: Nena jako Martin
- 2015: Syn Winnetou (Winnetous Sohn) jako generał
- 2015: Dom (Home) jako kapitan Smek (głos)
- 2015: Niedokończony interes (Unfinished Business) jako Maarten Daaervk
- 2016: Ku'damm 56 jako Fritz Assmann
- 2016: Kraina obfitości (Das Märchen vom Schlaraffenland, TV) jako pan Törtchen

### Seriale TV
- 1978: Die Straße Bully
- 1980: Tatort jako Oebel
- 1980: Derrick jako Achim Rudolf
- 1982: Tatort jako Fritz Lehmann
- 1984: Tatort jako Klaus
- 1987: Tatort jako Günter Marbach
- 1992: Tatort jako René Wolf
- 2001: Diuna jako Stilgar
- 2010: Gier jako Leon Grünlich
- 2012: Transporter jako Frieder Trumpf
- 2016: Der Bulle und das Landei jako Robert Killmer

## Dyskografia
- 1992: Ochsenknecht
- 1994: Girls Crossing
- 1997: O-Ton
- 2000: O-Ton
- 2001: Singer
- 2008: MatchPoint